# 逆さまの蝶
『逆さまの蝶』（さかさまのちょう）は、2006年1月25日にソニー・ミュージックアソシエイテッドレコーズより発売されたSNoWのシングル。

## 概要
テレビアニメ『地獄少女』の主題歌。発売後、この曲をベースに映画『ユモレスク〜逆さまの蝶〜』（猪俣ユキ監督・脚本、2006年）が製作され、その主題歌にもなった。

## 収録曲
1. 逆さまの蝶
  - 作詞：SNoW、山野英明 / 作曲：SNoW、進藤安三津 / 編曲：進藤安三津、藤田謙一
2. night light
  - 作詞：SNoW / 作曲：進藤安三津
3. Bleach(English version)
  - 作詞：SNoW / 作曲：SNoW、進藤安三津